# Çatin Saraçi
Çatin Saraçi też jako: Paskal Saraçi (ur. 1902 w Szkodrze, zm. 27 listopada 1974 w Londynie) – albański malarz i dyplomata.

## Życiorys
Był synem Gjokë i Kristiany. W czasie I wojny światowej kształcił się w Theresianum w Wiedniu, gdzie poznał Ahmeda Zogu. W Wiedniu uczęszczał na lekcje rysunku. W latach 1925-1930 pracował na stanowisku konsula generalnego Albanii w Wiedniu, gdzie na polecenie Zogu obserwował działania emigracji albańskiej w stolicy Austrii. Od 1938 pracował w ambasadzie albańskiej w Londynie. Po agresji włoskiej na Albanię porzucił służbę dyplomatyczną, pozostał w Londynie i zajął się malarstwem. Przełomowe znaczenie w jego życiu odegrało spotkanie ze znanym austriackim ekspresjonistą Oskarem Kokoschką. Kokoschka zafascynowany talentem Saraçiego uzyskał znaczący wpływ na jego twórczość. Pracowali razem w należącym do Kokoschki londyńskim atelier. Większość obrazów namalowanych przez Saraçiego przedstawiało pejzaże i martwe natury, wykonane techniką akwareli lub pasteli. Pierwsza wystawa prac albańskiego artysty została otwarta w 1945 w Redfern Gallery w Londynie.
W 1942 kierował działającym w Londynie nieformalnym albańskim komitetem narodowym, który promował ideę utworzenia demokratycznej i republikańskiej Albanii. Pozostawił po sobie nieopublikowane za życia pamiętniki, w których krytycznie oceniał postać króla Zoga. Ukazały się one w Albanii w 2006, w tłumaczeniu Virgjila Muçiego.
Był żonaty (żona Elizabeth).